# Бандар ибн Султан Аль Сауд
Банда́р ибн Султа́н ибн Абду́л-Ази́з А́ль Сау́д (араб.  بندر بن سلطان بن عبد العزيز آل سعود‎; род. 2 марта 1949) — представитель правящего дома Саудитов. Посол Саудовской Аравии в США в 1983—2005 годах. В 2005 году генеральный секретарь совета национальной безопасности Саудовской Аравии. С 2012 по 2014 годы генеральный директор службы общей разведки. С 1 июля 2014 по 29 января 2015 года занимал пост специального посланника короля Абдаллы.

## Биография

### Ранние годы
Официальная дата рождения Бандара — 2 марта 1949 года. Он родился в городе Таиф. Фактическую дату рождения он объявил позднее западным информационным центрам. Предполагается, что он изменил дату рождения, чтобы вступить в королевские ВВС Саудовской Аравии.
Его отцом был принц Султан ибн Абдул-Азиз. Мать — Хизиран, шестнадцатилетняя девушка незнатного происхождения из провинции Асир. Она была младшей женой и лишь впоследствии научилась читать и писать. Она умерла в октябре 2019 года. Детство Бандар прожил вместе с матерью и тётей, с отцом почти не общался, впервые они близко пообщались, когда Бандару исполнилось восемь лет. Когда Бандару исполнилось 11 (спустя несколько лет после смерти короля Абдул-Азиза), его уединённая жизнь закончилась, он и его мать переехали жить во дворец его недавно овдовевшей бабушки Хассы Аль-Судйари, могущественной матери «семёрки Судайри».

### Образование, служба в авиации и начало карьеры
В 1968 году Бандар окончил колледж королевских ВВС в Кранвелле (Англия). Дополнительную подготовку он проходил на базе ВВС США Максвелл и промышленном колледже вооружённых сил (Industrial College of the Armed Forces). Он — подготовленный пилот, совершал полёты на многих истребителях. Его военная карьера закончилась в 1977 году, после того, как при посадке он разбил самолёт и серьёзно повредил спину. Впоследствии он получил степень магистра в области международной государственной политики в школе расширенных международных исследований Пола Ница университета Джонса Хопкинса.
Во время службы в королевских ВВС принц Бандар поднялся до звания подполковника. В 1978 году он начал дипломатическую карьеру, получив назначение личным посланником короля. Ему удалось протолкнуть в конгрессе США одобрение продажи Саудовской Аравии самолётов F-15. На встрече в Овальном кабинете Белого дома президент Картер посоветовал ему заручиться поддержкой губернатора Калифорнии Рональда Рейгана. Бандар так и сделал и в ответ помог Картеру заручиться поддержкой сенатора-демократа от штата Южная Дакота Джеймса Абуреска в вопросе договора по панамскому каналу. Король Фахд назначил Бандара посланником к Картеру и разрешил ему действовать независимо от посла Саудовской Аравии в США.

### Посол Саудовской Аравии в США (1983—2005)
В 1982 году король Фахд назначил его военным атташе посольства Саудовской Аравии. Этот ход мог привести к окончанию дипломатическую карьеры Бандара. Тем не менее, в 1983 году король назначил Бандара послом Саудовской Аравии в США.
24 октября 1983 года принц Бандар был официально назначен королём на пост посла в США. Во время его нахождения на этом посту в США сменилось пять президентов, десять государственных секретарей, одиннадцать секретарей национальной безопасности, прошло шестнадцать сессий Конгресса. Посол Бандар приобрёл большое влияние в США. На вершине карьеры он служил «и как особый посланник короля, и как мальчик на побегушках Белого дома». Свыше тридцати лет он олицетворял лобби Саудовской Аравии в США. Широкие слои общества Саудовской Аравии считали США одним из наиболее важных союзников, но отдельные члены королевской семьи относились к США с разной степенью доверия. Близкие отношения принца Бандара с американскими лидерами и политиками считались источником его власти в королевстве и навлекали подозрения королевской семьи, что он слишком близок к политическим фигурам США.
Во время президентства Рейгана ему удалось обеспечить покупку самолётов ДРО Авакс, несмотря на противодействие со стороны американо-израильского комитета по общественным связям. После того как США отказались поставить оружие, он обратился к Китаю с вопросом о доставке ракет средней дальности, способных нести ядерные боеголовки. Это обеспокоило ЦРУ и государственный департамент США. Участие посла Бандара в деле Иран-контрас стало достоянием гласности, он выделил 32 млн дол. на финансирование никарагуанских контрас. Нэнси Рейган передавала через него сообщения в кабинет США.
Бандару удалось близко сойтись с несколькими американскими президентами, включая отца и сына Буш. Последний дал ему прозвище «Бандар Буш». Его весьма близкие отношения с семьёй Буш были освещены в документальном фильме Майкла Мура «Фаренгейт 9/11». По сообщениям, он был настолько близок с Бушем-старшим, что о нём часто говорили как о члене семьи бывшего президента. Принц Бандар выступал за свержение Саддама Хусейна в марте 2003, призывал к началу военных действий против Ирака, поддержал повестку Дика Чейни «Новый Средний Восток», которая призывала к продвижению продемократических программ для Сирии и Ирана. По сообщениям, дети принца Бандара учились в той же школе, что и внуки Чейни.
Клинтон, будучи губернатором Арканзаса, просил его о финансовой помощи Центру изучения Среднего Востока (Middle East Studies Center) университета Арканзаса. В 1990-х годах Бандар призывал ливийского лидера Муаммара Каддафи выдать двоих подозреваемых во взрыве самолёта рейса 103 PanAm. Каддафи неофициально отзывался о нём как о «Джерри Льюисе, пытающимся быть Черчиллем».
26 июня 2005 года принц Бандар подал в отставку с поста посла в США «по личным причинам». Официальной датой истечения его полномочий стало 8 сентября того же года. Принц Бандар вернулся на родину за несколько недель до смерти короля Фахда, после которой его отец Султан ибн Абдул-Азиз стал наследником престола. По слухам, возвращение Бандара было связано с обеспечением позиций в новом правительстве.
На посту посла Бандара сменил его двоюродный брат Турки ибн Фейсал. Несмотря на отставку, Бандар продолжал поддерживать тесные отношения с администрацией Буша и встречался с высокопоставленными сотрудниками Белого дома даже после вступления в должность посла принца Турки. Последний занимал свой пост всего лишь 18 месяцев.

### Генеральный секретарь Совета национальной безопасности (2005—2015)
В октябре 2005 года король Абдалла назначил Бандара ибн Султана генеральным секретарём только созданного саудовского Совета национальной безопасности.
В середине ноября принц Бандар посетил Дамаск, где встретился с президентом Башаром Асадом. После отставки с поста посла принц Бандар в 2006 году тайно встретился с представителями США. Сеймур Херш написал в 2007 году в журнале New Yorker, что советник по национальной безопасности Саудовской Аравии Бандар ибн Султан продолжает частным образом встречаться с президентом Джорджем Бушем-младшим и с вице-президентом Диком Чейни. В то время Херш описывал Бандара как ключевого архитектора политики администрации Буша в Ираке и на Среднем Востоке.
25 января 2007 года власти Саудовской Аравии отправили принца Бандара в Иран для обсуждения кризиса в Ливане. Представители королевства даже вели переговоры с лидерами Хезболлы, которых он пригласил на ежегодное паломничество в Мекку. После роста трений с Катаром по поводу поддержки повстанческих групп, Саудовская Аравия в 2012 году под лидерством Бандара, определявшим политику по отношению к Сирии, переключила свои усилия с Турции на Иорданию, используя финансовые рычаги для разработки учебных подразделений. Надзор над этим процессом Бандар поручил своему единокровному брату Салману ибн Султану.
3 сентября 2009 года срок пребывания в должности генерального секретаря для принца Бандара был продлён на 4 года. Его срок закончился 29 января 2015 года. В тот же день этот пост был упразднён.
После того как король продлил срок полномочий принца Бандара, он не появился на обычной публичной демонстрации верности королю. За этим значимым отсутствием последовали и другие. Принц, будучи заядлым болельщиком футбольной команды «Даллас Ковбойз», не появился на своём обычном месте рядом с Джерри Джонсом на новом стадионе «Ковбойз». В октябре 2009 года его не было в делегации короля Абдаллы во время визита в Дамаск. Что более странно, в декабре того же года принца не было во время возвращения его отца кронпринца Султана из Марокко. После этого журналисты начали писать об отсутствии Бандара, замечая, что последний раз он появлялся на публике вместе с королём Абдаллой в Джидде 10 декабря 2008 года.
Хью Майлс из журнала London Review of Books упоминал о слухах, утверждавших, что Бандар подвергся хирургической операции в госпитале Джонса Хопкинса в Балтиморе. Позднее эти слухи опроверг адвокат Бандара.
В блоге газеты Le Figaro, посвящённом Среднему Востоку, было написано, что Бандар находился в больнице во Франции, а выздоравливал в Марокко.
Иранский телеканал Press TV сообщил, что Бандар находится под домашним арестом за попытку государственного переворота. Источник из саудовской оппозиции заявил, что принц пребывает в тюрьме Дхабан. По некоторым слухам, попытка переворота была инспирирована российскими спецслужбами в ходе его частых визитов в Москву для организации противодействия Ирану.
В октябре 2010 года аналитик Среднего Востока Саймон Хендерсон сообщил в издании Foreign Policy, что принц Бандар впервые за почти два года появился на публике. Приведя цитаты из официальных саудовских СМИ, Хендерсон написал, что Бандара встретил в аэропорту «кто есть кто среди саудовских политических фигур» (a virtual who’s who of Saudi political figures). Он отметил, что не было дано никаких объяснений, где пребывал Бандар два года, было сказано только, что он вернулся «из-за границы». Хендерсон и другие аналитики расценили это как знак реабилитации Бандара и возвращения его к активной роли в политике королевства.
В марте 2011 года принц Бандар был отправлен в Пакистан, Индию, Малайзию и Китай с целью собрать поддержку для интервенции Саудовской Аравии в Бахрейн, это было расценено как возврат его полномочий. В апреле того же года Бандар присутствовал на встрече американского министра обороны Роберта Гейтса с королём Абдаллой и при отдельном визите секретаря национальной безопасности США Томаса Донилона.
Другой целью его мартовской поездки в Исламабад было добиться решения о возвращении пакистанской армии; власти Пакистана незамедлительно отреагировали на просьбу принца. В это время Бандар посетил также и Китай, добившись принятия выгодных контрактов, возвратив политическую поддержку. Поскольку власти Китая не поддерживали «арабскую весну», они жаждали саудовской нефти и инвестиций. Бандару удалось тайно договориться о первой значительной саудовско-китайской оружейной сделке. Таким образом, принц стал главным экспертом королевства по Китаю.

### Генеральный директор Службы общей разведки
19 июля 2010 Бандар ибн Султан занял пост генерального директора саудовской службы общей разведки, сменив на этому посту Мукрина ибн Абдул-Азиза. Официальных объяснений смене директора предоставлено не было, но назначение произошло во время растущих трений между шиитами и суннитами в восточной саудовской провинции Эш-Шаркия. Также это рассматривается как попытка демонстрации более агрессивной внешней политики Саудовской Аравии в ответ на вызовы в регионе происходящих от Ирана и Сирии. Принц Бандар также является членом совета по военной службе.
Принц Бандар организовал визит бывшего сирийского генерала Манафа, бежавшего 6 июля 2012 в Саудовскую Аравию на последнюю неделю июля 2012.
В 2013 принц Бандар заявил, что саудиты «отойдут» от политики США относительно Ирана и Сирии.
Согласно содержанию многочисленных статей, принц Бандар встретился с Владимиром Путиным, пытаясь найти выход из тупиковой ситуации с Сирией. Принц предлагал Путину отказаться от поддержки Асада, обещая крупную сделку о покупке российского вооружения, продвижения интересов России в регионе. Соглашение, которого он добивался, касалось и олимпиады в Сочи. По предположениям, он сказал: «Я могу гарантировать вам безопасность олимпиады на следующий год. Чеченские группы, угрожающие безопасности игр, находятся под нашим контролем». Путин резко отклонил предложение принца, заявив: «Нам известно, кто в течение десятилетия поддерживал чеченские террористические группы. И эта поддержка, о которой вы откровенно сказали только сейчас, совершенно несовместима с общими целями борьбы с международным терроризмом, о котором вы упомянули».
Бандар отвечал за проведение саудовской политики в сирийской гражданской войне, но в начале 2014 года он был заменён на министра внутренних дел Мухаммеда ибн Наифа. Бандар перешёл на стиль противостояния с США и Джон Керри частным образом называл его проблемой. В то же время у Бандара имелись проблемы со здоровьем, начавшиеся с авиакатастрофы в 1977  году, что привело к домыслам о причинах его смещения.
По сообщениям премьер-министр Ирака Нури Аль-Малики жаловался на тайную поддержку саудитами вооружённых групп, сказав: «Они нападают на Ирак, действуя по прямому пути через Сирию, и они объявили войну Ираку, как до этого — Сирии, к несчастью это происходит на религиозной и политической почве».
В июле 2012 года сеть Voltaire и сайт Дебка сообщили об убийстве принца, позднее сообщение было опубликовано в Press TV и в газете Tehran Times. Газета Arab News и журналист Дэвид Игнатиус отрицали это событие.
В августе 2013 года Wall Street Journal сообщил, что Бандару было поручено возглавить действия Саудовской Аравии по свержению президента Сирии Башара Асада и что ЦРУ восприняло это как серьёзное доказательство намерений Саудовской Аравии. Journal сообщил, что в конце 2012 года саудовская разведка по указанию Бандара начала действия по убеждению США в том, что правительство Асада использует химическое оружие. Также было написано, что Бандар «получает с подпольных командных центров близ сирийских линий фронта в Елисейский дворец в Париже и Кремль в Москве пытаясь подорвать режим Асада»[прояснить].
15 апреля 2014 года принц Бандар ибн Султан был снят с поста «по собственной просьбе», согласно объявлению саудовских государственных СМИ. Он остался на посту генерального секретаря совета национальной безопасности, пока этот пост не был упразднён в январе 2015 года.

### Критика
Американский журналист Боб Вудворт в своей книге Plan of Attack утверждал, что президент Буш-младший проинформировал Бандара о своём решении напасть на Ирак через голову государственного секретаря Колина Пауэлла.
В 1985 году Бандар вёл переговоры по сделке «аль-Ямамах»: Великобритания провела серию значительных поставок оружия Саудовской Аравии на сумму в 40 млрд британских фунтов (80 млрд долларов США); сделка включала в себя поставку более сотни военных самолётов. После подписания соглашений о сделке британский оружейный производитель British Aerospace (ныне BAE Systems) по слухам тайно перевёл по меньшей мере 1 млрд фунтов (2 млрд долларов США) на два счёта посольства Саудовской Аравии в Вашингтоне (по 240 млн долларов ежегодно). Принц Бандар предположительно снял деньги со счёта для своих личных целей, деньги с одного счёта пошли на текущие расходы по содержанию его личного самолёта Airbus A340. Согласно следователям, не существует «разницы между счетами посольства и официальными счетами правительства […], и королевскими счетами». Платежи были обнаружены благодаря расследованию управления по борьбе с мошенничеством в крупных размерах (Serious Fraud Office) британского правительства. В декабре 2006 года расследование было приостановлено генеральным прокурором лордом Голдсмитом. В 2009 году принц нанял Луи Фрии в качестве своего законного представителя по делу о сделке «аль-Ямамах».
Летом 2013 года, после того как американские, британские и французские власти обвинили режим сирийского президента Асада в использовании химического оружия против своих противников, Сирия, Россия и Иран выступили с возражениями, что химическое оружие было применено сирийскими повстанцами «под чужим флагом» с целью навлечь мировое осуждение на правительство Сирии.
3 февраля 2015 года в суде было сделано признание под присягой, что в конце 1990-х Закариас Муссауи служил курьером между Усамой бен Ладеном и принцем Турки ибн Фейсалом, и что принц Турки представил Муссауи принцу Бандару. Саудовское правительство продолжает отрицать какое бы то ни было участие в заговоре 11 сентября, заявляет, что не существует доказательств в поддержку обвинений в адрес Муссауи в свете предыдущих обширных расследований, и отмечает, что адвокаты Муссауи предоставляли в суде доказательства его невменяемости.

### Личная жизнь
В 1972 году Бандар вступил в брак со своей двоюродной сестрой Хаифой ибн Фейсал (дочерью тогдашнего короля Фейсала), у супругов восемь детей: четыре сына и четыре дочери. Двое самых младших (Хуса и Азус) закончили Потомак-скул в Маклине (штат Виргиния), пока с 2001 по 2005 проживали в городе. Дочь принца Рима бинт Бандар была замужем за своим троюродным братом принцем Фейсалом ибн Турки ибн Нассером (внуком принца Нассера). Она организовала самую большую в мире акцию программы «Розовая лента» в Саудовской Аравии с целью привлечения внимания к проблеме рака груди. Сын Бандара Халид женат на Люси Катберт — племяннице Ральфа Перси, 12-го герцога Нортумберлендского.
Бандар курит сигары. Обычно носит европейскую одежду. Ему нравятся американские разговорные выражения и американская история. В Вашингтоне он снискал репутацию участника вечеринок и пьянок. Недавно он отказался от алкоголя из-за семейных проблем. В середине 1990 он страдал от своей первой депрессии. В 2010-х годах его продолжали беспокоить проблемы со здоровьем, он часто лечится за рубежом.
Бандар считает себя консерватором, последователем американского учёного Гамильтона. Перед окончанием президентских выборов 2000 года он пригласил Джорджа Буша-старшего в своё английское поместье охотиться на фазанов на так называемый «сбор Бури в пустыне». После террористических нападений 11 сентября 2001 года он заявил в интервью газете The New York Times:

Бен Ладен приезжал к нам, когда Америка через ЦРУ и Саудовскую Аравию помогала нашим братьям моджахедам в Афганистане избавиться от светских властей Советского союза. Усама бен Ладен пришёл и сказал: «Спасибо вам. Спасибо вам, что привлекли американцев нам на помощь». В то время я не думал, что он способен даже провести восемь уток по улице.— 
Бандар отзывается о некоторых исследователях как о «выучивших несколько слов по-арабски и называющих себя экспертами по делам моей страны». В 2007 году, будучи на посту советника по национальной безопасности, Бандар предложил, чтобы королевство установило более тесные контакты с Израилем, поскольку рассматривал Иран как более серьёзную угрозу, чем Израиль.
Принц Бандар часто путешествует на своём личном самолёте Airbus A-340. Ему принадлежит Глимптон-парк в Оксфордшире, поместье с 32-комнатным домом в Аспене (штат Колорадо). Он приобрёл землю в 1989 году, а дом построил в 1991. 12 июля 2006 года сообщалось, что принц ищет покупателя на свой особняк площадью в 5200 м² в Аспене за 135 млн долларов. Особняк Гала-ранч, выстроенный в дворцовом стиле по размерам больше Белого дома, он расположен на вершине горы в 95 акров, состоит из 15 спален и 16 ванных комнат с сантехникой из золота, отделанного 24-каратными камнями. В декабре 2006 года особняк всё ещё был выставлен на продажу за 135 млн. В декабре 2007 года домик для гостей площадью в 1337,3 м² был продан за сумму (по сообщениям) в 36,5 млн. Предполагаемая причина продажи особняка состояла в том, что Бандар был слишком занят, чтобы его использовать. В итоге, в июне 2012 года он продал своё ранчо в Аспене за 49 млн Starwood Mountain Ranch LLC. По сообщениям, Гала-ранч купил миллиардер Джон Паулсон, позднее он подтвердил свою покупку.
Бандар ибн Султан награждён орденом короля Абдель-Азиза, медалью ВВС летящего сокола и медалью короля Фейсала. В 2001 году он стал почётным докторм юриспруденции Говардского университета.
Он является членом правления фонда Султана ибн Абдулазиза.
В 1990 году принц Бандар пожертвовал неизвестную сумму для финансирования строительства оксфордского центра исламских исследований.

## Комментарии
1. ↑  У принца не было своего пресс-секретаря[29].
2. ↑  Этого принца Халида ибн Бандара ибн Султана не следует путать с его двоюродным дядей — Халидом ибн Бандаром ибн Абдель-Азизом — внуком Ибн-Сауда.